# Polymorphisme nucléotidique
Pour les articles homonymes, voir Single et SNP.

La molécule d'ADN 1 diffère de la 2 par un seul nucléotide (polymorphisme C/T).

Le polymorphisme nucléotidique (PN, ou polymorphisme d'un seul nucléotide ou polymorphisme mononucléotidique, PSN ; en anglais : single nucleotide polymorphism, SNP) est, en génétique, la variation (polymorphisme) d'une seule paire de bases du génome entre individus d'une même espèce, ou entre un individu et la séquence de référence de l'espèce. La variation doit être située à un endroit spécifique du génome et apparaître sur une proportion supérieure à 1 % de la population pour être caractérisée comme PSN. Ces variations sont très fréquentes (environ une paire de bases sur mille dans le génome humain,).
Les PSN représentent 90 % de l'ensemble des variations génétiques humaines, et des PSN avec une fréquence allélique supérieure à 1% sont présents toutes les cent à trois cents paires de bases en moyenne dans le génome humain, où deux PSN sur trois substituent la cytosine avec la thymine.
Les PSN peuvent être causes directes de diverses maladies telles que la drépanocytose, la β-thalassémie et la fibrose kystique,,. Ils jouent aussi un rôle dans la susceptibilité à certaines maladies, leur gravité et la manière dont notre corps répond aux traitements. Par exemple, une seule mutation d'une paire de bases dans le gène Apo E (Apolipoprotéine E) est associée à un risque plus élevé pour la maladie d'Alzheimer.

## Localisation
Les PSN peuvent se retrouver n'importe où sur l'ADN : au sein de régions codantes (exon) ou non-codantes de gènes (intron, 3'- et 5'-UTR), ou dans les régions intergéniques (entre les gènes). Les PSN au sein des régions codantes n'entrainent pas nécessairement la modification de la séquence d'acide aminé de la protéine codée grâce à la redondance du code génétique.
Les PSN qui se retrouvent dans des régions non-codantes peuvent avoir des conséquences sur l'épissage, la fixation de facteurs de transcription, sur les séquences d'ARN non codant, et d'une manière générale, sur la régulation de l'expression des gènes.

## Types
Dans le cas des PSN localisés dans les séquences codantes, on parlera de variants synonymes lorsque triplet de nucléotides affecté par un PSN code le même acide-aminé que la séquence de référence.
On parle de variants non-synonymes lorsque ce n'est pas le cas. On distingue alors :
- les variants faux-sens (en anglais : missense) : l'acide-aminé n'est pas le même que celui de la séquence de référence ;
- les variants non-sens (en anglais : nonsense) : le triplet de nucléotide devient un codon stop, qui interrompt la synthèse de la protéine ;

## Utilisation
Les PSN sont des outils permettant d'identifier des génotypes (reconnaître des personnes, par exemple) à partir d'échantillons de matière organique ou de contribuer à la construction d'arbres phylogénétique d'êtres vivants ou d'espèces. Le comptage de ces polymorphismes permet également d'obtenir des informations sur l'état "de santé" de la population observée et les forces de sélection qu'elle subit.

### Test de Tajima
Le test de Tajima (en) (ou test D de Tajima) permet d'évaluer si une population subit des forces de sélection; il se base sur la comparaison de deux valeurs qui décrivent une séquence ADN d’intérêt : 
- le nombre de sites polymorphes de la séquence, noté θ. Cet estimateur correspond à la diversité à laquelle on s'attend selon le modèle de Hardy-Weinberg, c'est-à-dire si la population se comportait comme une population idéale.
- la diversité nucléotidique de la séquence observée, notée π. Cet estimateur représente ce qui est observé dans la population.

Le D de Tajima correspond à la valeur de la différence entre π et θ divisée par l’écart-type de cette même valeur.
Ainsi, lorsque ces deux valeurs sont égales, le D de Tajima vaut 0 ce qui signifie que la population ne subit pas de force de sélection.
A l'inverse, lorsque les deux estimateurs sont différents, le D de Tajima peut être positif ou négatif. Si π < θ, le D sera négatif, ce qui correspond au fait qu’il y a moins de polymorphisme dans la population que prédit par le modèle. Cela peut s’expliquer par une force de sélection, ou par la croissance récente de la population (lorsque la population est petite, il y a nécessairement moins d’allèles différents, et les variations génétiques apparaissent moins vite que la population ne s’agrandit). Enfin, si π > θ, le D sera positif ce qui traduit le fait que l’on observe plus de polymorphisme dans la population que le modèle ne prédit. Cela peut s’expliquer par une force de sélection (par exemple avantage hétérozygote), ou par une contraction récente de la population (une population de grande taille porte plus de polymorphisme qu’une population de petite taille et lorsque la chute de population est plus rapide que la perte de polymorphisme, la petite population résultante porte plus de variation qu’une population théorique de cette taille).

## Fréquence
En moyenne un PSN est rencontré tous les 100 à 1 000 nucléotides. Il y en a de l'ordre de 5 × 106 dans le génome humain. Certaines associations de PSN sont caractéristiques de certaines populations. La distribution des PSN est au hasard. Dans n'importe quel gène on peut attendre une moyenne de 10 PSN, mais certains peuvent n'en présenter aucun. En 2001, on avait recensé 800 000 PSN dans le génome humain.
| Chromosome | Nombre de PSN | Chromosome | Nombre de PSN | Chromosome | Nombre de PSN |
| ---------- | ------------- | ---------- | ------------- | ---------- | ------------- |
| 1          | 16 759        | 9          | 5 790         | 17         | 6 392         |
| 2          | 12 748        | 10         | 6 014         | 18         | 2 682         |
| 3          | 10 112        | 11         | 6 931         | 19         | 7 664         |
| 4          | 6 995         | 12         | 7 375         | 20         | 5 381         |
| 5          | 9 146         | 13         | 2 847         | 21         | 3 478         |
| 6          | 13 888        | 14         | 5 827         | 22         | 5 400         |
| 7          | 12 389        | 15         | 4 343         | X          | 3 253         |
| 8          | 4 962         | 16         | 5 771         | Y          | 63            |
|            |               |            |               | Total      | 177 594       |